# Sutera cooperi
Sutera cooperi är en flenörtsväxtart som beskrevs av William Philip Hiern. Sutera cooperi ingår i släktet snöflingor, och familjen flenörtsväxter. Inga underarter finns listade i Catalogue of Life.